# Cratere Campbell (Marte)
Campbell è un cratere sulla superficie di Marte.
Il cratere è dedicato al fisico canadese John W. Campbell e all'astronomo statunitense William Wallace Campbell.